# Marcia Cross
Marcia Anne Cross (sinh ngày 25 tháng 3 năm 1962) là một nữ diễn viên điện ảnh người Mỹ từng nhận đề cử Emmy và Quả Cầu Vàng. Từ năm 2004 đến 2012, cô nổi tiếng với vai Bree Van de Kamp trong loạt phim truyền hình nhiều tập Desperate Housewives.

## Các phim
- Brass (1985), Victoria Willis
- One Life to Live (1985-86) (TV), Kate Sanders
- The Last Days of Frank and Jesse James (1986) (TV), Sarah Hite
- Almost Grown (1988) (TV), Lesley Foley
- Bad Influence (1990), Ruth Fielding
- Storm and Sorrow (1990) (TV), Marty Hoy
- Knots Landing (1991-1992), Victoria Broyelard
- Ripple (1995), Ali
- Melrose Place (1992-1997), Dr. Kimberly Shaw Mancini
- Always Say Goodbye (1996), Anne Kidwell
- Female Perversions (1996), Beth Stephens
- All She Ever Wanted (1996) (TV), Rachel Stockman
- Seinfeld (1997), (TV), Dr. Sara Sitarides
- Target Earth (1998) còn gọi là Taken Away, Karen Mackaphe
- Boy Meets World (1999) (TV), Rhiannon Lawrence, Topanga's mother - 4 tập
- Dancing in September (2000), Lydia Gleason
- Living in Fear (2001), Rebecca Hausman
- Eastwick (2002) (TV), Jane Spofford
- King of Queens (2002), Debi
- Everwood (2003), Dr. Linda Abbott
- The Wind Effect (2003), Molly
- Desperate Housewives (2004–2012), Bree Van de Kamp
- Desperate Housewife: The Early Years (2005), Anne Kidwell
- Peck (2009), TBD